# ووستر (المملكة المتحدة)
مدينة ووستر  (بالإنجليزيَّة: Worcester، وتُلفظ: /ˈwʊstər/  WUUST-ər) هي مدينة كاتدرائية إنجليزية تاريخية ومحافظة مدينة من رسيستيرشاير في غرب ميدلاندز في إنجلترا. تقع ووستر على بعد نحو 30 ميلاً (48 كم) جنوب غرب برمنغهام و 29 ميلاً (47 كيلومتر) إلى الشمال من غلوستر، وحسب التعداد السكاني في العام 2008 بلغ عدد سكانها 94029 نسمة. وهي منطقة حكم محلي، وتمثل المركز الإداري لمقاطعة هرفورد ووستر. تقع على نهر سيفرن، ومن أهم صناعاتها صناعة القفازات والخزف الصيني, تشتهر بالكاتدرائية التي بنيت في القرنين الثاني عشر والثالث عشر الميلادي على ضفة النهر، ومن المعروف أن اوليفر كرومويل انتصر على الملك تشارلز الثاني في كليفلاند في معركة ووستر عام 1651م.

## تاريخها
يعود تاريخ مدينة ووستر إلى العصر الحجري الحديث حيث كانت قرية بنيت على الضفة الشرقية لنهر سيفيرن في القرن الرابع قبل الميلاد وقد تم اختيار هذا الموقع في وقت لاحق من قبل الرومان لبناء القلعة فأصبحت تحيط بها الأسوار على الضفة الشرقية لنهر سيفيرن.
وفي عام 680 بدأ بناء الكاتدرائية.
وفي عام 1041 تم تدمير شبه كامل للمدينة نتيجة لثورة ضد الضرائب التي فرضها الملك كانوت الثاني.
وقد تعرضت المدينة وقت لاحق ثلاث مرات لهجمات خلال الأعوام (1139، 1150 و 1151) وذلك نتيجة الحرب الأهلية من أجل الخلافة على الحكم بين ستيفن، آخر ملوك النورمان، وابن عمه، و' الامبراطورة ماتيلدا، ابنة الملك هنري الأول.
وفي أواخر العصور الوسطى بلغ تعداد السكان في مدينة ووستر 10000 نسمة، وأصبحت صناعة الغزل والنسيج عنصرا هاما في الاقتصاد المحلي.
وفي يوم 3 سبتمبر من عام 1651 وقعت معركة ووستر التي هزم فيها أنصار تشارلز الثاني على يد أنصار اوليفر كرومويل في كليفلاند وبعدها توجه تشارلز الثاني إلى فرنسا.
وفي عام 1750 بدأ الازدهار الاقتصادي للمدينة بتأسيس أول مصنع للخزف ولا يزال أحد الأنشطة الاقتصادية المهمة.

## الحكم
يمثل حزب المحافظين الأغلبية في مجلس المدينة حالياً بعد فوزه على حزب العمل البريطاني في أنتخابات عام 2008 حيث حصل الأول على 17 مقعداً من أصل 35 مقعداً بعد 2008 الانتخابات .وحافظ حزب المحافظين البريطاني أيضاً على تغلبه في انتخابات مايو ايار عام 2010.

## معالم وصور من ووستر

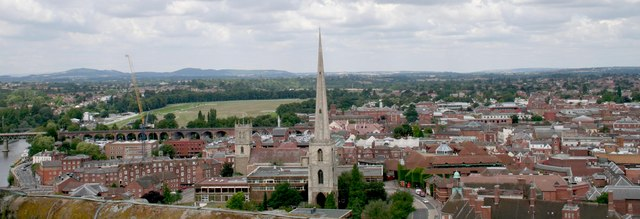
صورة أفقية لمدينة ووستر.

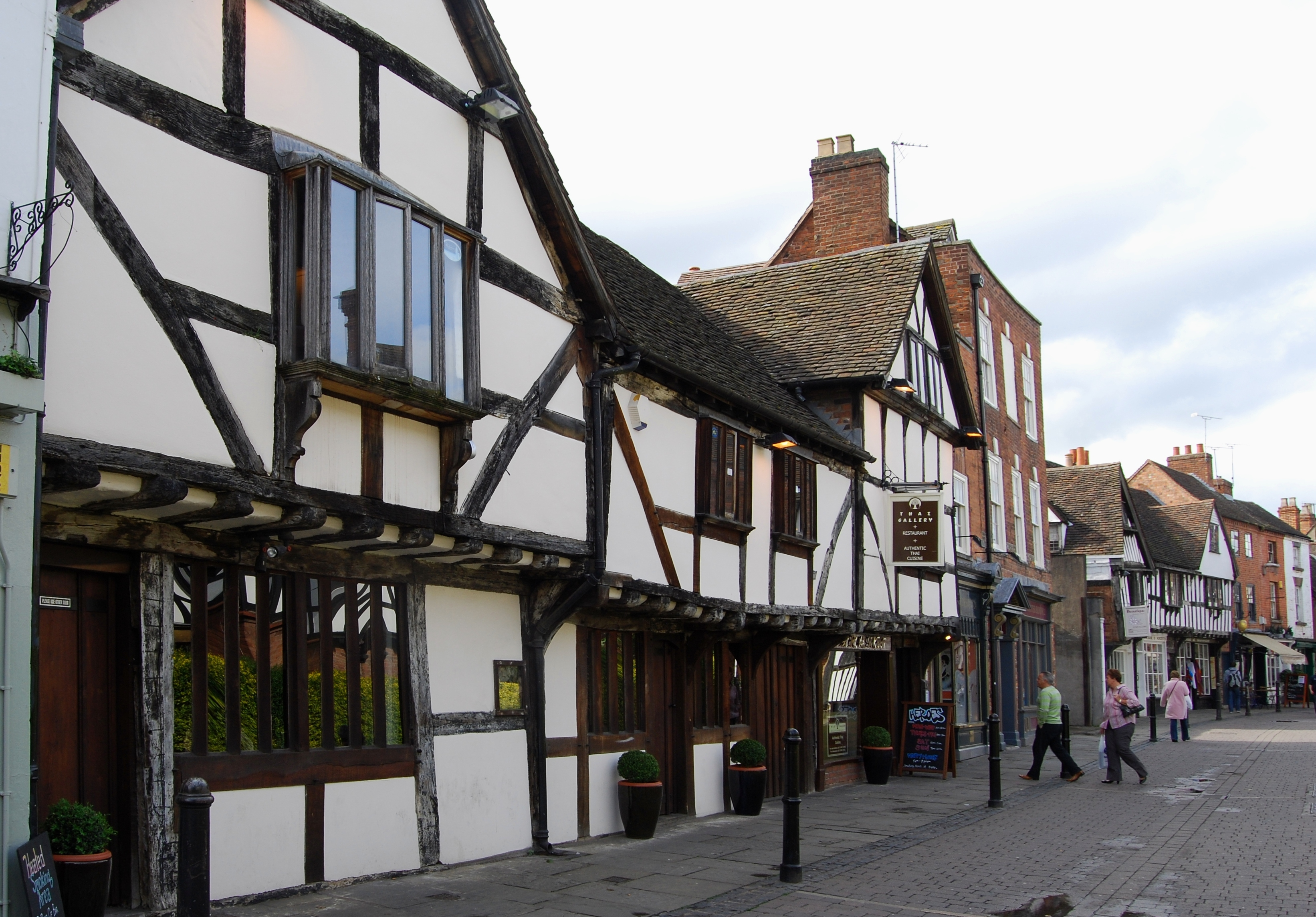
نموذج من المباني شارع الراهب.
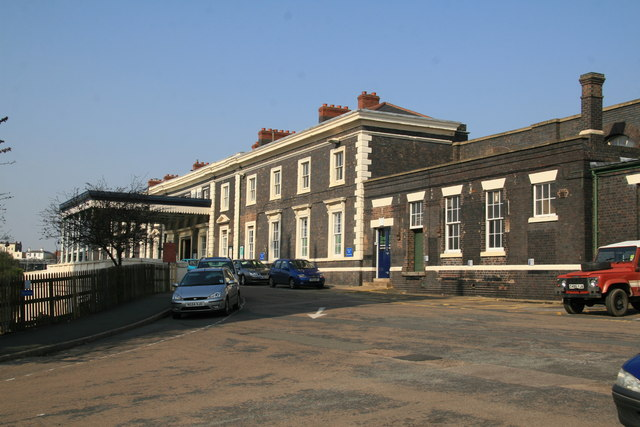
محطة سكة الحديد.
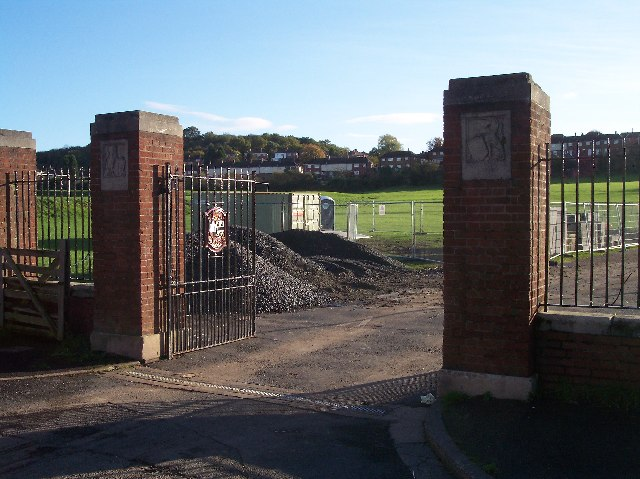
مدخل ميدان الملك جورج.
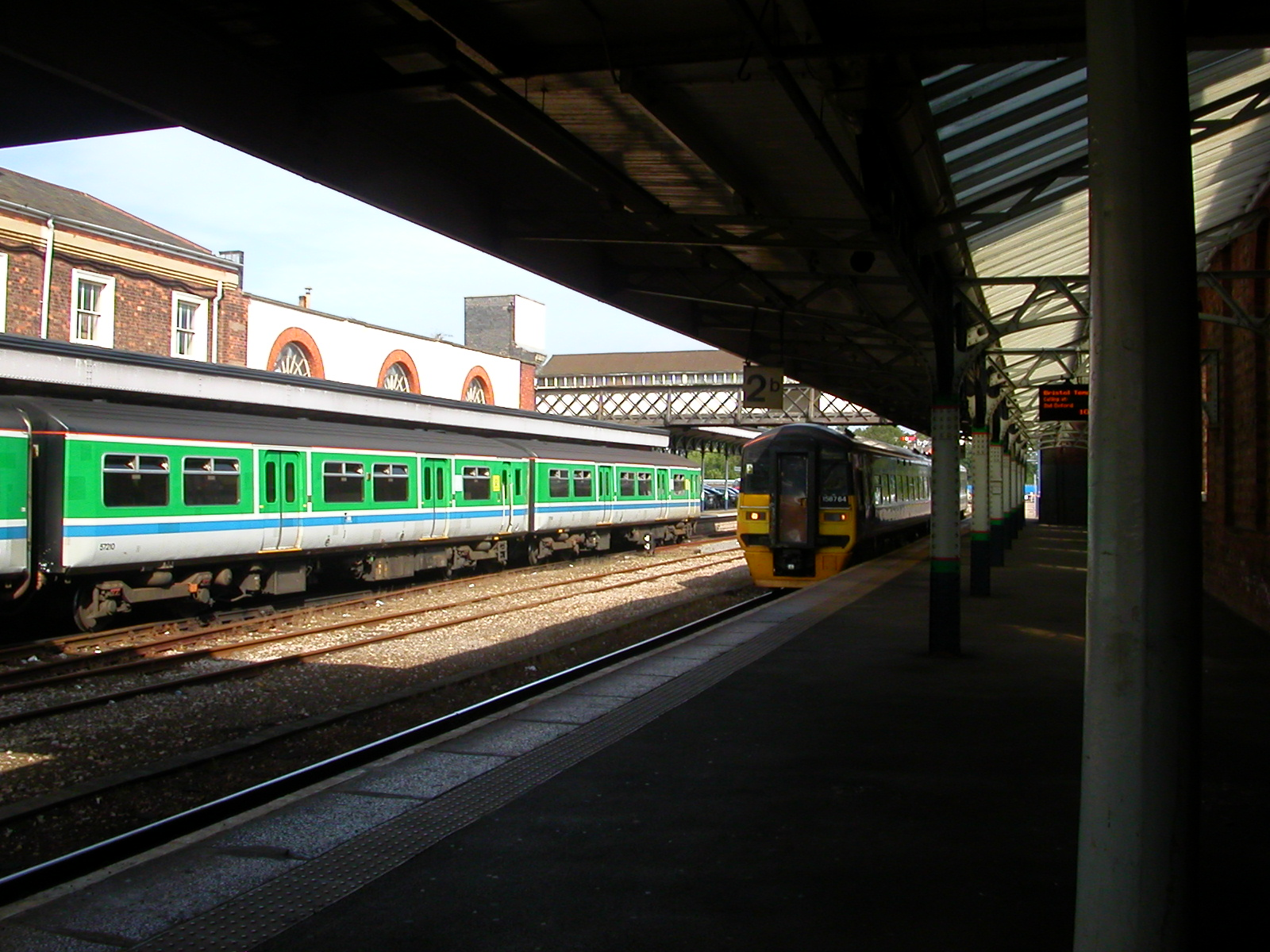
القطار في محطة سكة الحديد.
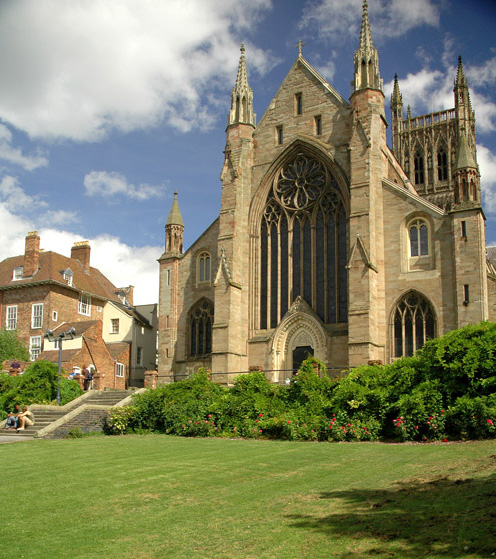
كاتدرائية ووستر في النهار.

## المناخ
| البيانات المناخية لـووستر         | البيانات المناخية لـووستر | البيانات المناخية لـووستر | البيانات المناخية لـووستر | البيانات المناخية لـووستر | البيانات المناخية لـووستر | البيانات المناخية لـووستر | البيانات المناخية لـووستر | البيانات المناخية لـووستر | البيانات المناخية لـووستر | البيانات المناخية لـووستر | البيانات المناخية لـووستر | البيانات المناخية لـووستر | البيانات المناخية لـووستر |
| الشهر                             | يناير                     | فبراير                    | مارس                      | أبريل                     | مايو                      | يونيو                     | يوليو                     | أغسطس                     | سبتمبر                    | أكتوبر                    | نوفمبر                    | ديسمبر                    | المعدل السنوي             |
| --------------------------------- | ------------------------- | ------------------------- | ------------------------- | ------------------------- | ------------------------- | ------------------------- | ------------------------- | ------------------------- | ------------------------- | ------------------------- | ------------------------- | ------------------------- | ------------------------- |
| متوسط درجة الحرارة الكبرى °م (°ف) | 8 (46)                    | 9 (48)                    | 11 (52)                   | 14 (57)                   | 18 (64)                   | 20 (68)                   | 23 (73)                   | 23 (73)                   | 19 (66)                   | 15 (59)                   | 11 (52)                   | 7 (45)                    | 15 (59)                   |
| متوسط درجة الحرارة الصغرى °م (°ف) | 3 (37)                    | 4 (39)                    | 4 (39)                    | 6 (43)                    | 8 (46)                    | 12 (54)                   | 13 (55)                   | 13 (55)                   | 11 (52)                   | 8 (46)                    | 6 (43)                    | 4 (39)                    | 8 (46)                    |
| المصدر:                           |                           |                           |                           |                           |                           |                           |                           |                           |                           |                           |                           |                           |                           |